# Rock 'n' Roll (Status Quo)
Rock'n'Roll è un singolo del gruppo rock Status Quo pubblicato nel 1981 dalla Vertigo in formato 7", estratto dall'album Just Supposin'.

## Il disco
Scritto dalla coppia di autori Francis Rossi/Bernie Frost, Rock 'n' Roll viene inizialmente inserito nel novero di un certo numero di pezzi composti per essere interpretati e portati al successo da altri artisti, come già avvenuto per i brani Win or Lose e Sorry, quest'ultimo inciso nel 1980 dal celebre cantante Demis Roussos.
Durante le sedute d'incisione dell'album Just Supposin', Rossi cambia però idea e decide di incidere il pezzo con il resto della band.
A dispetto del titolo, Rock'n'Roll si rivela una melodica e delicata ballata soft nonché uno dei brani più riflessivi e malinconici mai prodotti dal longevo gruppo inglese.
Stranamente, la traccia viene pubblicata come singolo solo nel 1981 dopo la pubblicazione del successivo album Never Too Late. Raggiunge l'ottava posizione con una permanenza di 11 settimane nelle classifiche inglesi.

## Tracce
1. Rock'n'Roll – 4:04 (Rossi/Frost)
2. Hold You Back – 4:22 (Rossi/Young/Parfitt)
3. Backwater – 4:21 (Parfitt/Lancaster)

## Formazione
- Francis Rossi (chitarra solista, voce)
- Rick Parfitt (chitarra ritmica, voce)
- Alan Lancaster (basso, voce)
- John Coghlan (percussioni)

### Altri musicisti
- Andy Bown (tastiere)

## British singles chart
| Posizione | 42 | 27 | 17 | 12 | 8 | 8 | 13 | 15 | 25 | 27 | 52 | uscito |